# Tales of the Black Freighter
Contos do Cargueiro Negro (em inglês Tales of the Black Freighter) é um filme de curta-metragem de animação produzido em 2009, como parte do projeto do filme Watchmen, com a ideia de ser uma história dentro da história. A animação conta com as vozes dos atores Gerard Butler, Cam Clark, Siobhan Flynn, Jared Harris, Salli Saffioti, Lori Tritel, Bridget Hoffman. Estreou nos Estados Unidos no dia  24 de março de 2009. Embora não tenha aparecido na versão cinematográfica do filme Watchmen, está presente no DVD.